# Virsikirja

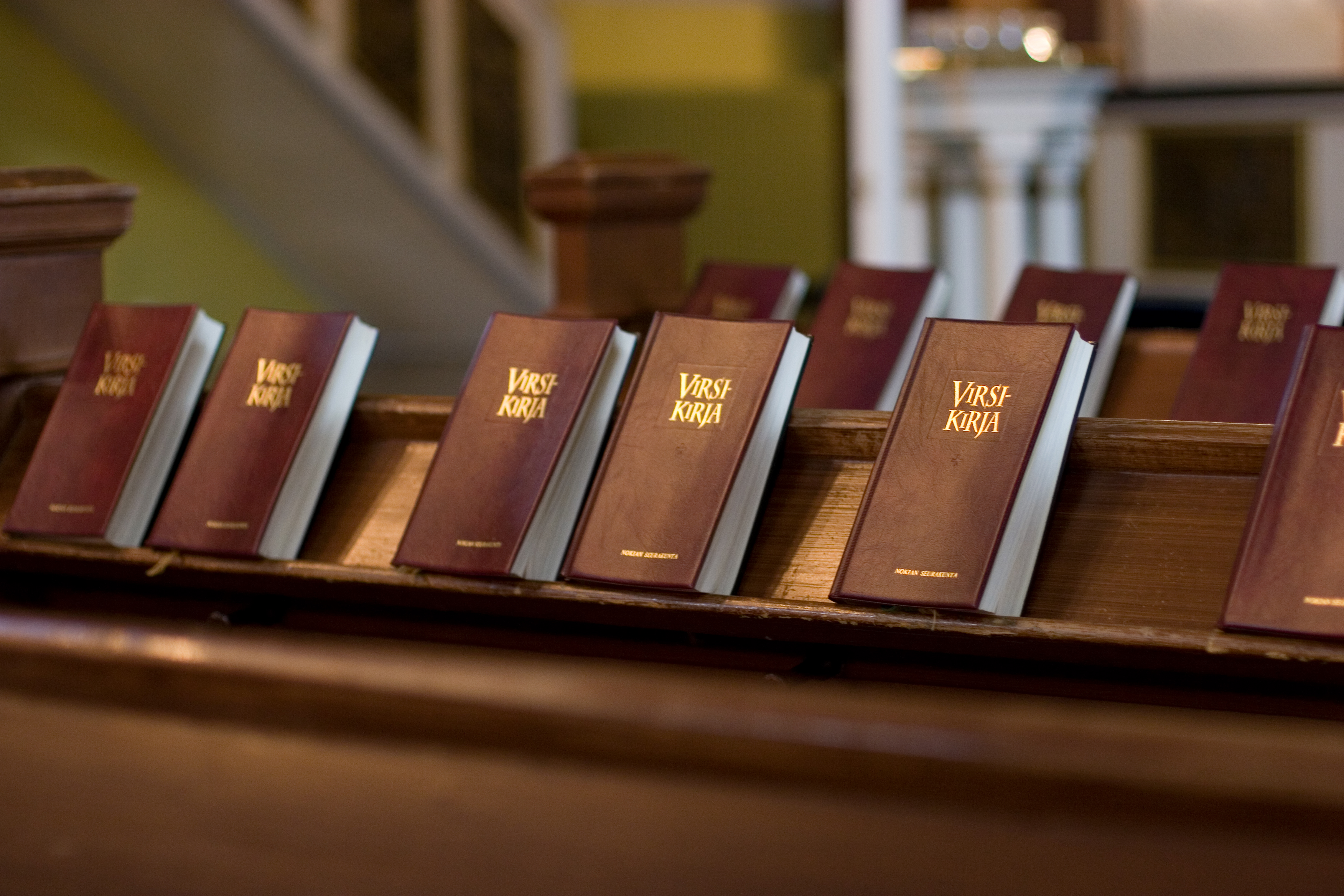
Psalmböcker i en finsk kyrka

Virsikirja (finskt uttal: [ˈʋirsiˌkirjɑ]), eller Suomen evankelis-luterilaisen kirkon virsikirja ("psalmbok för den evangelisk-lutherska kyrkan i Finland"), är den finskspråkiga psalmboken för Evangelisk-lutherska kyrkan i Finland. Den nuvarande psalmboken, godkänd på kyrkomötet 1986 tillsammans med Svensk psalmbok för den evangelisk-lutherska kyrkan i Finland, innehåller 632 psalmer.
En psalmbok på enare- och nordsamiska, Suoma samii salbmakirji, togs i bruk 1993.

## Historia

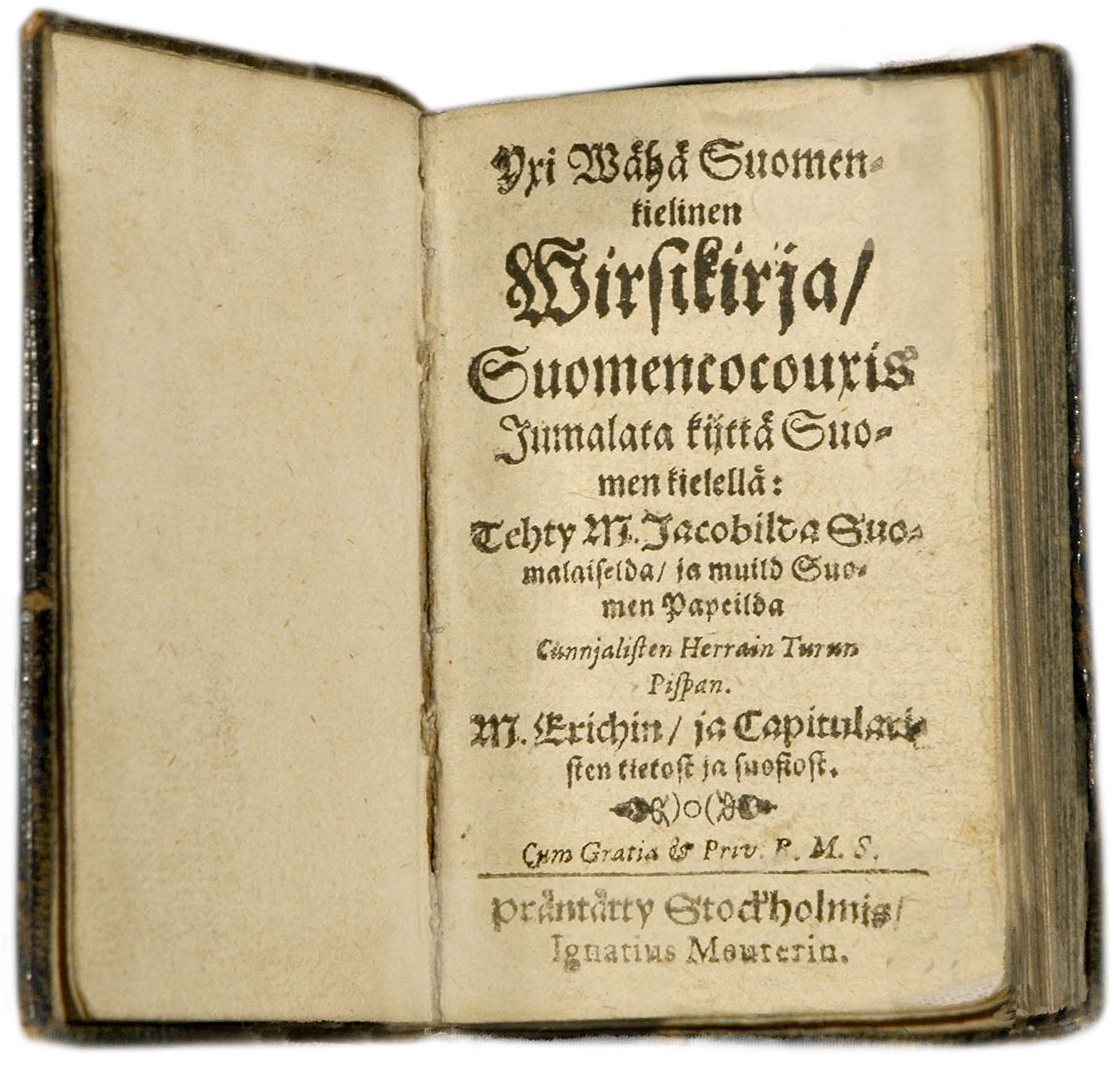
Finlands andra psalmbok, Yxi Wähä Suomenkielinen Wirsikirja, från år 1605.

Den första finskspråkiga psalmboken utkom möjligen år 1583, med 101 psalmer och Jacobus Finno (Jakob finske, Jacobus Petri Finno) som redaktör, den andra, Yxi Wähä Suomenkielinen Wirsikirja, med ytterligare 140 psalmer, möjligen år 1605 med Hemming (Hemmingius Henrici Hollo), kyrkoherde i Masko, som redaktör.
1701 trycktes Uusi Suomenkielinen Wirsi-Kirja Niiden Cappalden canssa, jotca siihen tulevat, sammanställd under ledning av biskop Johannes Gezelius d.y. och redigerad av Erik Cajanus med den svenska 1695 års psalmbok (karolinska psalmboken) som förebild. Antalet psalmer var detsamma, liksom indelningen i olika avdelningar. Många av psalmerna var hämtade från de tidigare finskspråkiga psalmböckerna. Boken innehöll också predikotexter och böner för helgdagarna samt bland annat en evig kalender (calendarium perpetuum) och en lista på viktiga händelser i världshistorien, från skapelsen 4000 f.Kr. (i upplagan 1879 säger man dock att skapelsen ”tros” ha ägt rum då). Psalmboken kompletterades 1702 med Yxi Tarpelinen Nuotti-Kirja, som innehöll noter till psalmerna. Psalmboken var den första psalmboken med numrerade psalmer och  den användes i Finland officiellt tills kyrkomötet 1886 godkände nya psalmböcker för Finland, och i vissa väckelsekretsar fortfarande in på 2000-talet. I Sverige användes den ännu längre, fram till år 1898. Så småningom fick 1701 års psalmbok namnet "Vanha virsikirja", den gamla psalmboken, och boken känns numera som "Vanha virsikirja". 154 av psalmerna i 1701 års psalmbok finns kvar i 1986 års psalmbok, dock omarbetade.
Nya psalmboken,"Suomalainen Virsikirja Hyväksytty Suomen toisessa yleisessä kirkolliskokouksessa v. 1886" godkändes i Kyrkomötet 1886. Boken innehöll en hel del psalmer av finländska psalmförfattare, framförallt Zacharias Topelius och Johan Ludvig Runeberg. I psalmboken fanns 536 psalmer, av vilka 241 var nya jämfört med psalmboken från 1701. Psalmboksförnyelsen i Sverige, som resulterat i 1819 års psalmbok, påverkade inte nämnvärt psalmboksarbetet i Finland; i psalmboken från år 1886 togs med endast 13 psalmer av Johan Olof Wallin och 4 av Franz Mikael Franzén.
Nästa psalmbok utgavs i det självständiga Finland och togs i bruk domssöndagen 1939 efter att ha godkänts på kyrkomötet 1938 (den svenskspråkiga psalmboken godkändes på kyrkomötet 1943, under kriget). Ett tilläggshäfte antogs av Kyrkomötet 1962 med 46 psalmer. Psalmboken var i bruk fram till den första advent 1987, då de nuvarande psalmböckerna togs i bruk.

## 1986 års psalmbok
Psalmbokskommittéerna för 1986 års psalmböcker tillsattes 1973. Till ordförande för kommittén utsågs biträdande professor Pentti Lempiäinen. Psalmboksförnyelsen skulle vara en totalrevison, som omfattade både psalmtexter och melodier, istället för som för föregående psalmbok, då en koralkommitté tillsattes först när psalmtexterna var godkända.  Den finskspråkiga psalmboken utarbetades parallellt och samordnat med den finlandssvenska, men de två är skilda verk, med olika psalmer.
Psalmbokens psalmer är fördelade på fem huvudavdelningar: 
- Kyrkoåret (psalmer 1–163),
- Gudstjänstlivet (164–255),
- Livet i Kristus (256–454),
- Livet i Guds värld (455–603)
- Döden och evigheten (604–632).

Avdelningarna är i sin tur var och en ytterligare uppdelade, till exempel inleds Kyrkoåret med advents- och julpsalmer, osv. I psalmboken ingår bilagor, med gudstjänstordningar, ordningar för kyrkliga handlingar och bönestunder för sammanhang, förslag till psalmer för olika tillfällen och olika register. Strukturen är den samma som i den samtidigt godkända finlandssvenska psalmboken.

## Psalmbokstillägget "Uusia virsiä"
Kyrkomötet antog år 2015 ett tilläggshäfte till psalmboken, vid namn "Uusia virsiä" (Nya psalmer). Det innehåller 78 psalmer, främst från senaste årtionden. Ett tjugotal av de här psalmerna är hämtade ur Svenska kyrkas finska psalmbok (Ruotsin kirkon virsikirja). Tilläggshäftet antogs på samma gång som tillägget i den finlandssvenska psalmboken (Sång i Guds värld).
Vid sidan av psalmboken används vid olika sammankomster och i olika sammanhang även andra sångböcker, bland annat kyrkliga sångböcker för barn och unga, t.ex Laula kaikki maa, Tuomaslauluja, Messulauluja, Uusia messulauluja samt Taizé-sånger. Även olika inomkyrkliga väckelserörelser har sina egna sångböcker, som används inom respektive rörelse, t.ex. har de laestadianska rörelserna  Siionin laulut, Sions sånger och Siionin matkalaulut,  den evangeliska väckelsen Siionin kannel (Sionsharpan) samt pietisterna Siionin virret.